# Sphaerosyllis bilobata
Sphaerosyllis bilobata är en ringmaskart som beskrevs av Thomas H. Perkins 1981. Sphaerosyllis bilobata ingår i släktet Sphaerosyllis och familjen Syllidae. Inga underarter finns listade i Catalogue of Life.